# 916-я сторожевая эскадра

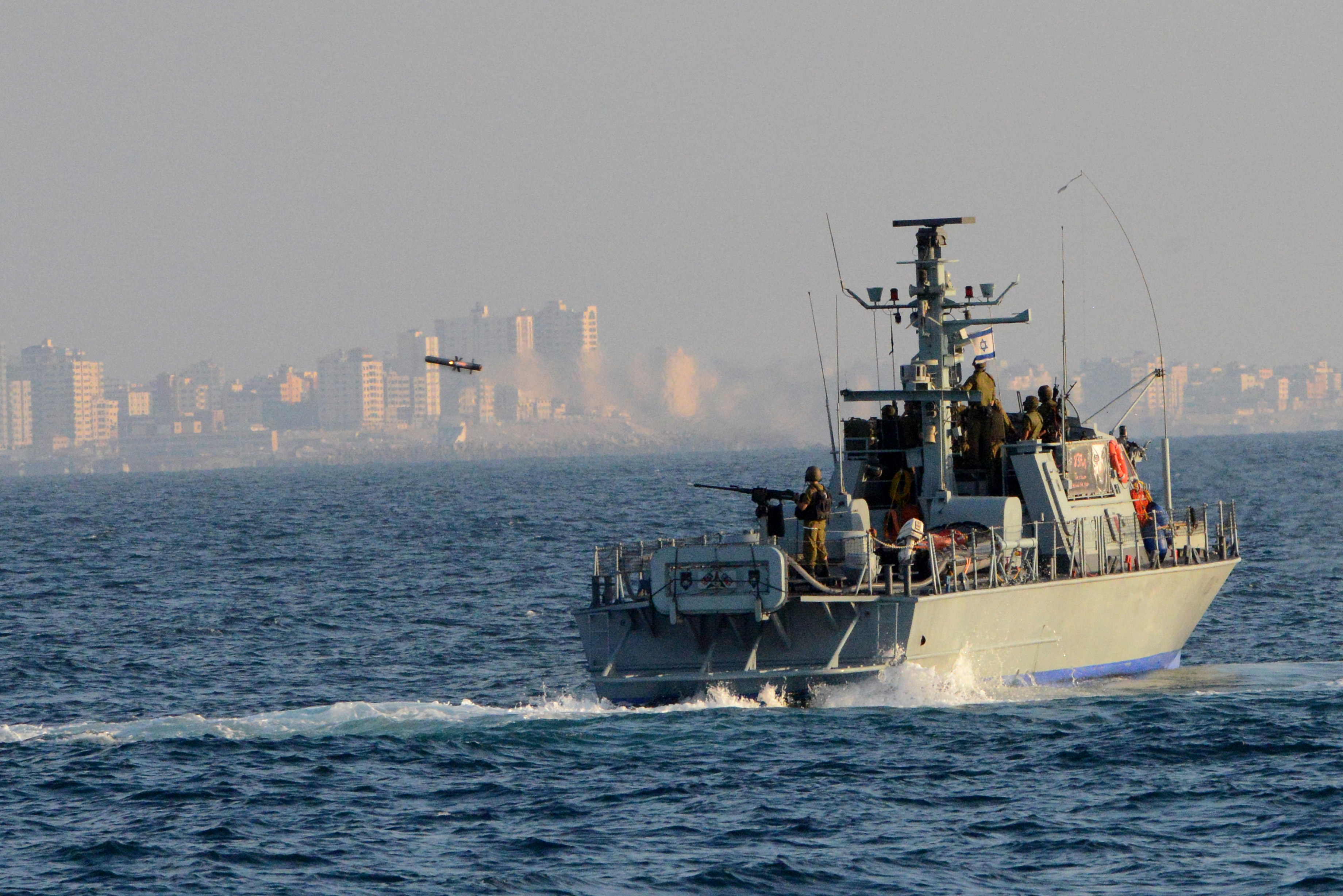

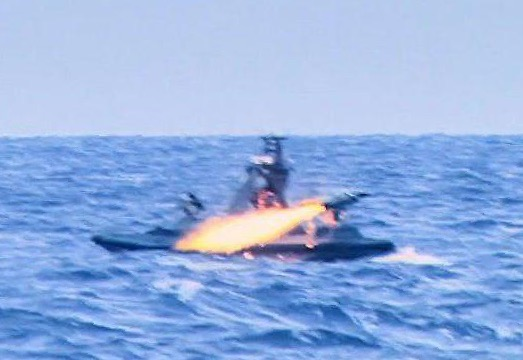
Выстрел ракеты из Protector USV

916-я сторожевая эскадра (916-й дивизион, Пальга-916, (ивр. פלגה 916‎) — израильская высокомобильная регулярная флотилия сторожевых кораблей и подразделений тактических задач. Укомплектованная добровольцами и считающаяся наиболее боеспособной среди регулярных эскадр. Ранее носила номер 913.

## Общие сведения
Входит в состав ВМС Израиля.
Базируется на военно-морской базе Ашдод.

## Операционные задачи
Представляет собой дивизион стороживших кораблей, катеров и лодок.
Командир дивизиона — офицер в звании подполковник, заместитель командира — майор, командир отряда — капитан или майор.
916-й дивизион отвечает за южную часть Средиземноморского побережья страны, включая морскую границу с Египтом и Сектором Газа. На 2018 год это самая загруженная зона ответственности по сравнению с зонами других дивизионов.

## Состав
На вооружении дивизиона стоят сторожевые катера типов двора и шальдаг.

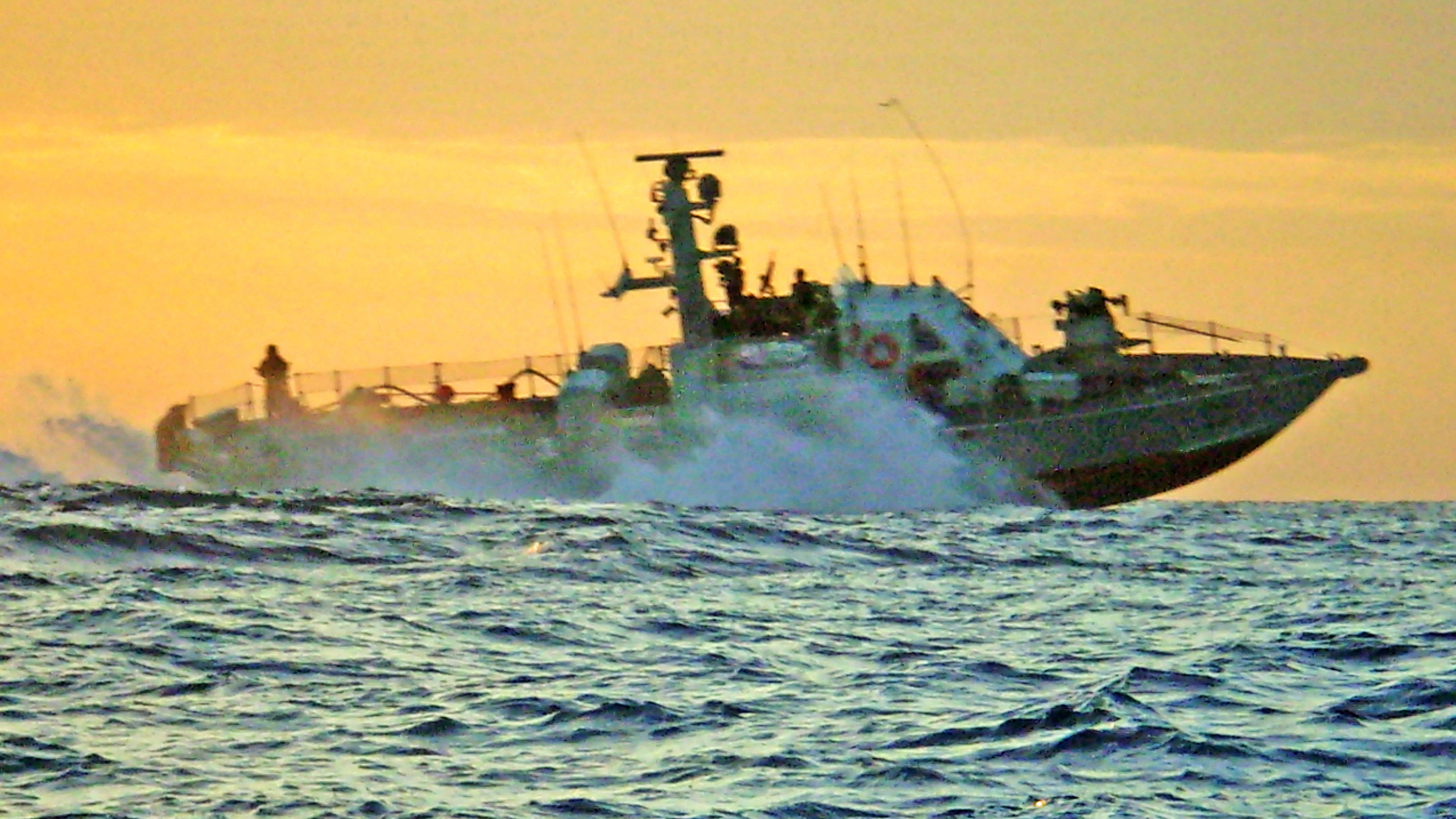

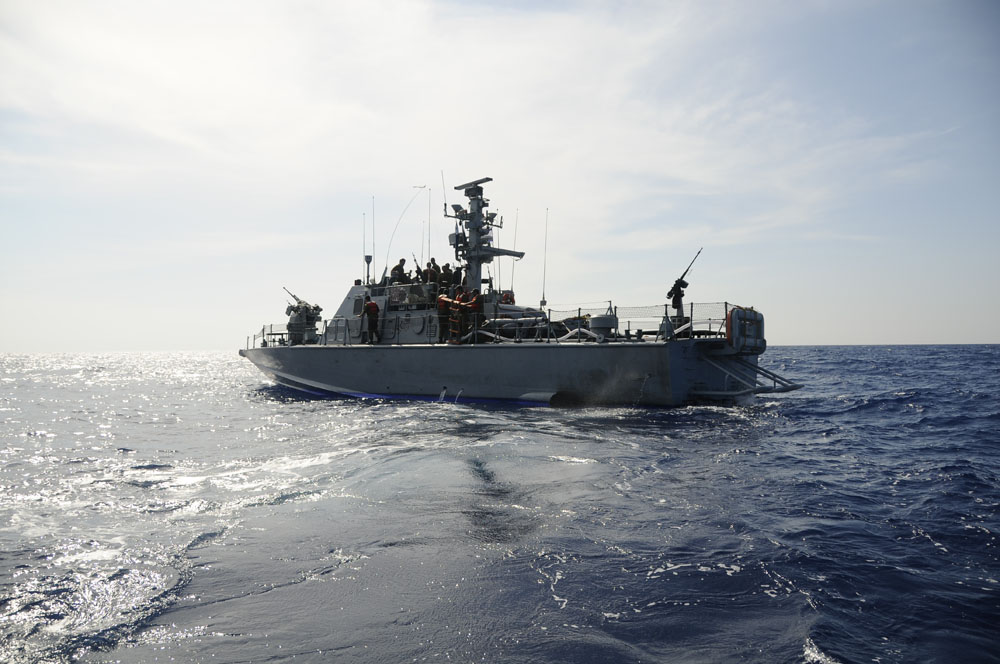

«Снапир» имеет катера «Циръа» (Defender-class boat).
На май-июнь 2018 года 916-й дивизион включает:
- 4 отряда сторожевых катеров, «Кариш», «Базак», «Касиф» и «Тригон»;
- подразделение «Абир ха-Ям» — подразделение беспилотных катеров Protector USV производства Rafael.

### Отряд специальных операций «Снапир»
Подразделение было создано в 2006 и подчинено командованию эскадры. Её первыми миссиями были охрана военного порта и оборонительные водолазные миссии в порту. С годами, по мере развития подразделения и повышения уровня доверия командиров ВМБ Ашдод подразделение было отправлено на патрулирование границы Сектора Газа и для действий в тесном сотрудничестве с патрульными катерами. На сегодняшний день подразделение выполняет патрулирование, требующее тесного контакта с подозрительными судами, и миссии на близком расстоянии от берегов противника.
Главные задачи подразделения включают:

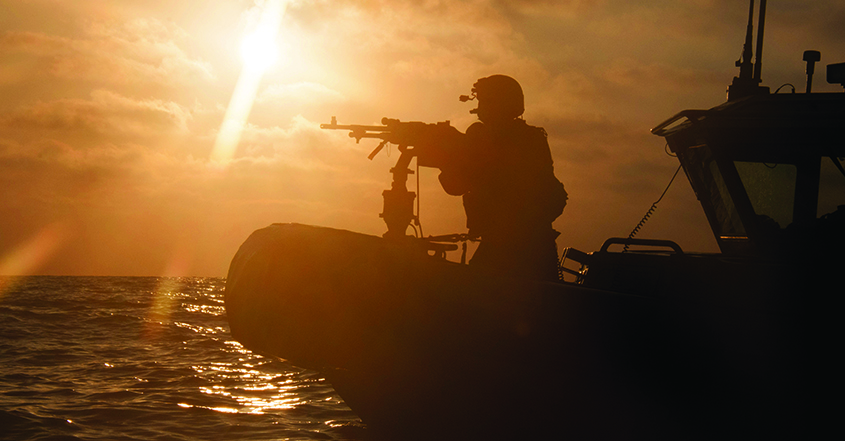

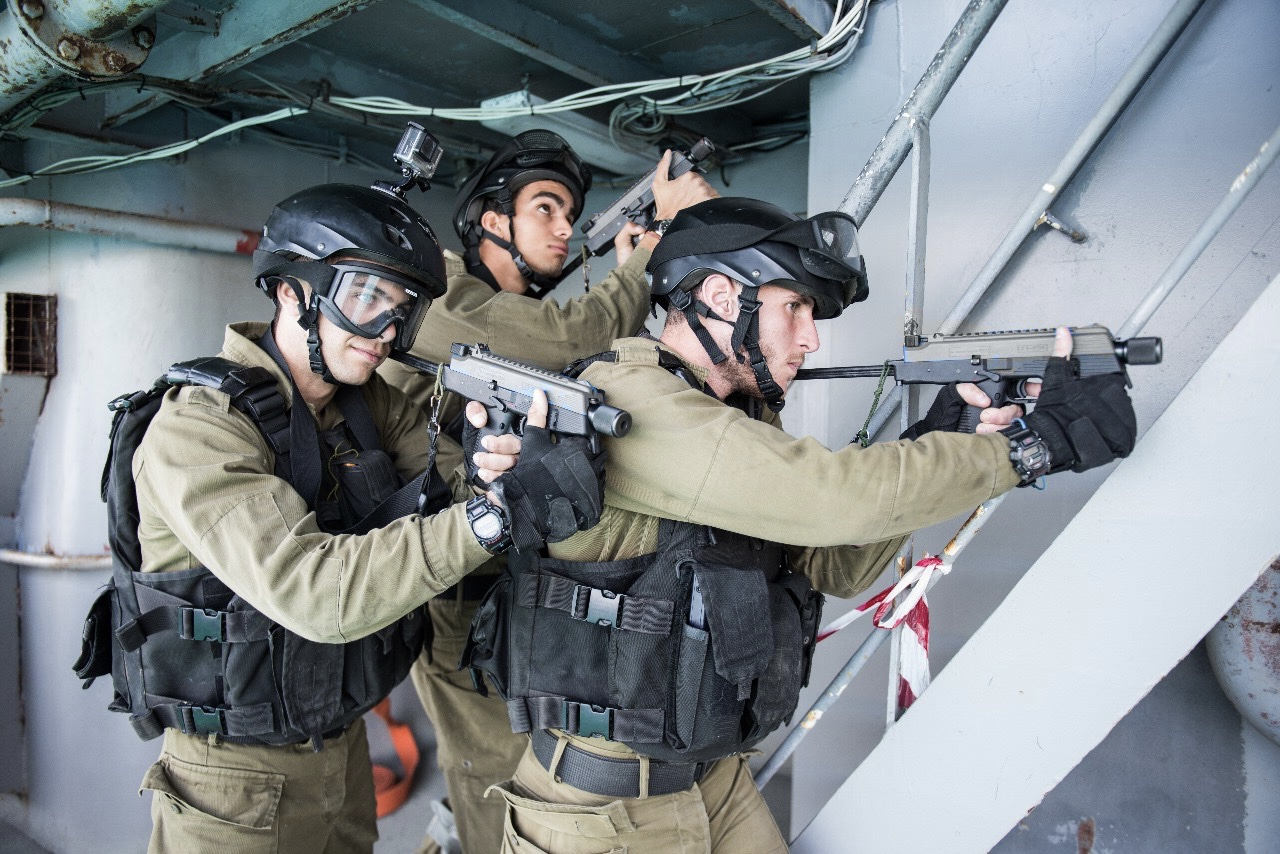

1. Обеспечение безопасности военного порта от враждебной террористической активности с моря.
2. Тактические водолазные погружения на малых глубинах.
3. Готовность к сдерживающим действиям и патрулированию в секторе Газа.
4. Инспекция и абордаж судов и торговых судов, заходящих в порты юга Израиля.

Среди прочего, использует ПТРК Спайк, пулемёты и другое вооружение.

## Участие в боевых действиях
Войны и битвы: Война Судного дня, Первая ливанская война, Первая интифада, Вторая интифада, Вторая ливанская война, операции «Горячая зима», «Литой свинец», «Облачный столп», «Нерушимая скала» и т. д.

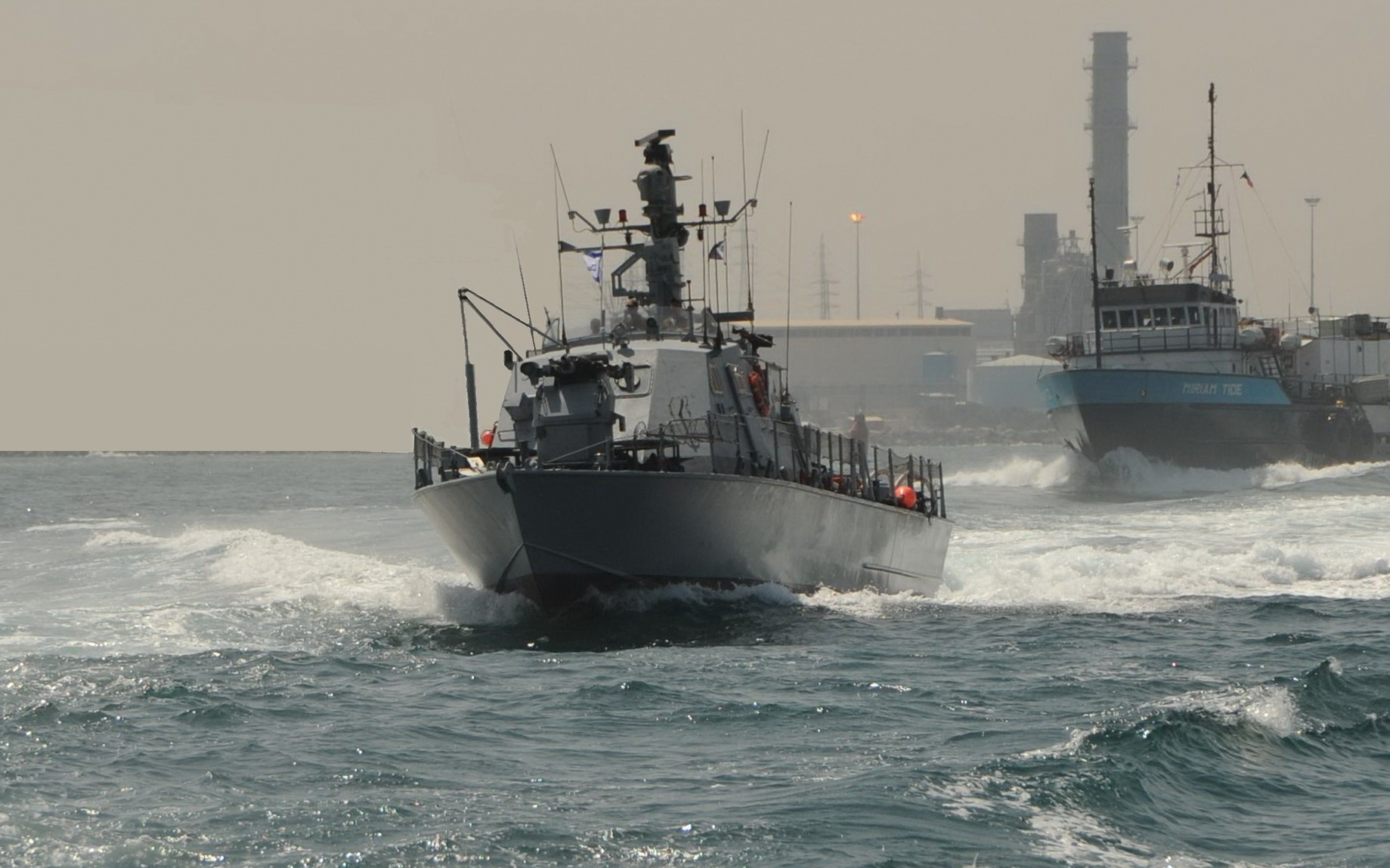

## История
В 1970 году на военно-морской базе Ашдод был создан 913-й отряд сторожевых катеров («Саерет 913»), в октябре 1975 года на его базе был создан 916-й дивизион.
В 1977 году в составе дивизиона было создано 2 отряда: «Барбур» и «Шахаф».
В начале 1980-х годов, после отступления с Синайского полуострова (завершено в 1982 году), часть сторожевых катеров была переведена из Красного моря в Средиземное море, в том числе был усилен и 916-й дивизион и в его составе создали 3-й отряд, «Базак». Тогда же «Шахаф» был переименован в «Кариш».
В 1985 году в связи с бюджетными сокращениями отряд «Базак» был упразднён, дивизион остался с отрядами «Барбур» и «Кариш».
В 1990 году «Барбур» был переименовали в «Базак».
В 1995 году снова вновь был создан 3-й отряд в составе дивизиона, «Касиф».
В 2006 году дивизионам сторожевых катеров были подчинены филиалы «Снапир» на соответствующих базах ВМС.
В 2011 году в составе 916-го дивизиона было создано подразделение беспилотных катеров Protector USV производства Rafael. Сначала оно называлось «Маген hа-Ям» («Морской Щит»), в 2016 году было переименовано в «Абир hа-Ям» («Морской Рыцарь»). Они охраняют Израиль от террористов из Газы: «Создаётся мощный отряд „Абирей Ям“ из 30 военнослужащих», — рассказывает офицер ВМС, — «который позволит действовать у берегов противника против аквалангистов и плавсредств противника, применять средства электронной войны, буксировать другие плавсредства, не подвергая опасности наши силы».
Из-за обилия операций вокруг Сектора Газа было принято решение усилить 916-й дивизион.
31 мая 2018 года на базе ВМС Ашдод в присутствии командира базы полковника Юваля Аялона и других командиров прошла церемония создания 4-го отряда сторожевых катеров 916-го дивизиона, «Тригон». Командир отряда — майор Даниэль Перец.

## Командиры
| Имя              | Годы                          |
| ---------------- | ----------------------------- |
| Эхуд Эрель       | сентябрь 1970 - ноябрь 1971   |
| Исраэль Хехт     | 1975                          |
| Эхуд Савьон      | декабрь 1975 - май 1977       |
| Ами Сегев        | май 1977 - ноябрь 1978        |
| Давид Ацмон      | ноябрь 1978 - июнь 1979       |
| Амирам Рафаэль   | июнь 1979 - сентябрь 1981     |
| Хаим Лахав       | сентябрь 1981 - сентябрь 1983 |
| Хаим Гровер      | сентябрь 1983 - август 1985   |
| Шахар Аарон      | август 1985 - октябрь 1987    |
| Хайм Амрам       | октябрь 1987 - август 1989    |
| Леви Вал         | август 1989 - август 1991     |
| Ноам Фейг        | август 1991 - апрель 1993     |
| Дрор Маор        | апрель 1993 - декабрь 1994    |
| Офер Давид       | декабрь 1994 - сентябрь 1996  |
| Арье Наглер      | сентябрь 1996 - январь 1999   |
| Бен Цион Даабуль | январь 1999 - октябрь 2000    |
| Яир Зилберман    | октябрь 2000 - июль 2002      |
| Давид Салама     | июль 2002 - июль 2004         |
| Идо Бен-Моше     | июль 2004 - июль 2006         |
| Саар Кармели     | июль 2006 - август 2008       |
| Эяль Харель      | август 2008 - июль 2010       |
| Гай Гольдфарб    | июль 2010 - июль 2012         |
| Эли Сохолицкий   | июль 2012 - август 2014       |
| Лиав Зильберман  | август 2014 - август 2016     |
| Борис Шустер     | август 2016 - июль 2018       |
| Гай Барак        | июль 2018 - январь 2020       |
| Ран Штайгман     | январь 2020 -                 |